# 罗泽贝克战役
羅澤貝克戰役（法語：Bataille de Roosebeke），在荷蘭語稱西羅澤貝克戰役（荷蘭語：Slag bij Westrozebeke）發生在1382年11月27日的豪德山（Goudberg）上。由菲利普·范阿特费尔德率領的佛兰德叛軍對上佛兰德伯爵路易二世及法王查理六世的聯軍。最後叛軍遭到擊潰，范阿特费尔德戰死，其屍首遭示眾。

## 背景

### 佛蘭德問題
佛蘭德地區是中世紀商業繁榮的地帶，該地區以英格蘭生產的羊毛建立起毛紡織業，使他們和英格蘭有長遠的友好關係。14世紀初，法王腓力四世為了該地區財富入侵佛蘭德，然而佛蘭德的城市組成聯盟宣布獨立。1320年代，佛蘭德伯爵路易一世遭到佛蘭德人民放逐，靠著法蘭西介入才幫他復權。親法伯爵與親英市民之間的鬥爭成為英法百年戰爭的導火線之一。

### 百年戰爭爆發
由於英法之間關係惡化，路易一世採取一個自殺性的反英政策，於1336年下令禁止進口英國羊毛，這嚴重打擊佛蘭德的紡織業。1337年，百年戰爭正式爆發，紡織行業領袖雅各布·范阿特费尔德領導根特市民發動叛亂，其他城市也加入推翻了路易一世，迫使他再次逃亡法國。范阿特费尔德成為佛蘭德伯國的實質統治者，並向英王愛德華三世宣誓效忠。之後佛蘭德伯爵路易二世再度鎮壓叛亂，排除英格蘭影響力。

### 根特叛亂
1379年雅各布的兒子菲利普·范阿特费尔德再次於根特起兵反對佛蘭德伯爵路易二世。路易二世向女婿勃艮第公爵勇敢的菲利普求援。此時勇敢的菲利普是年少法王查理六世的攝政（1380年─1388年），他指派法軍前往羅澤貝克鎮壓叛軍。
路易二世包圍根特，根特市民向他尋求投降條件。路易要求集合所有15到60歲的男性市民，並在脖子上套上絞索，由伯爵決定釋放或處死。1382年5月5日，根特市民在范阿特费尔德的領導下決心一戰，市民出城在贝弗豪茨费尔德战役擊潰路易的優勢兵力。

## 戰役前夕

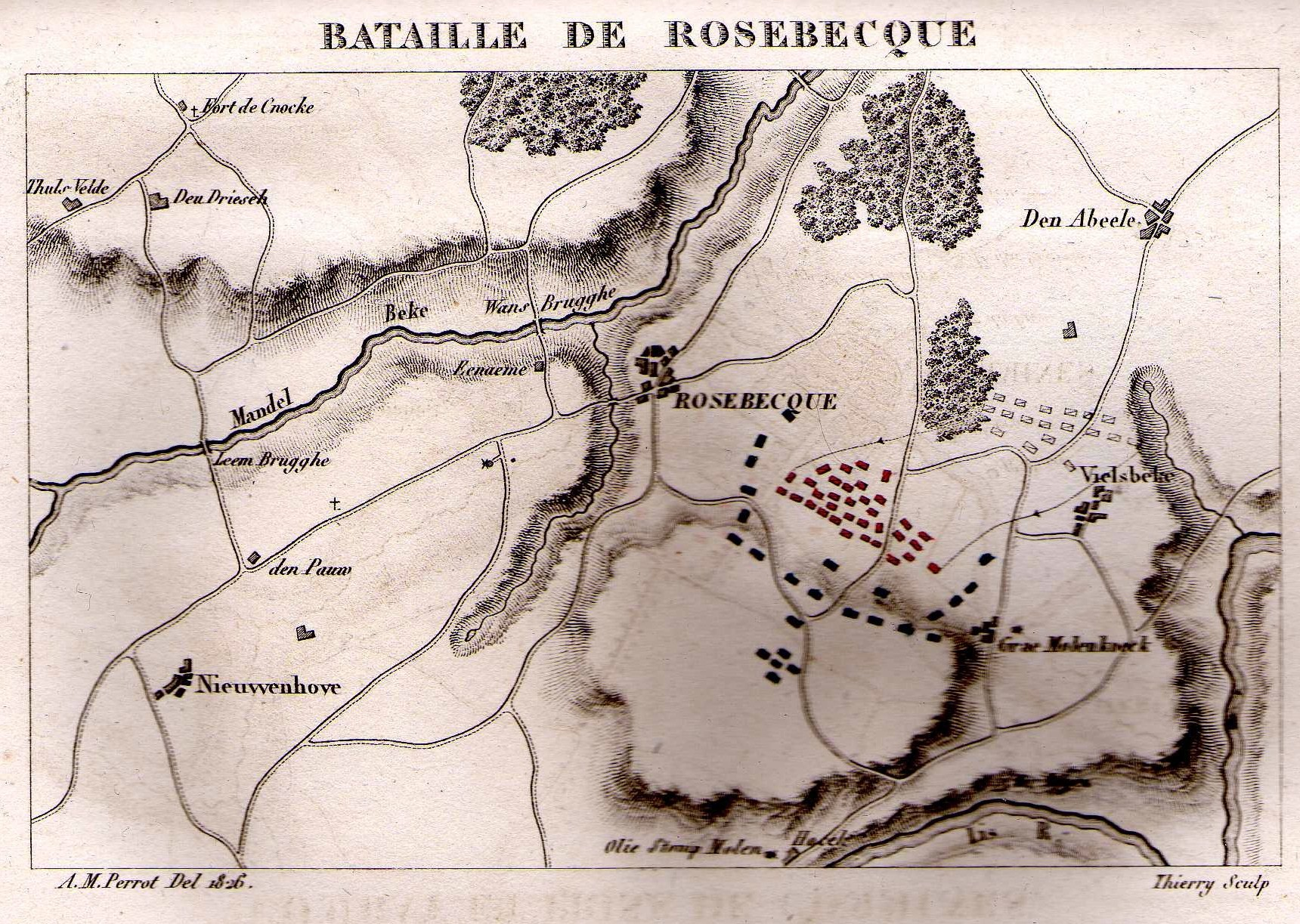
羅澤貝克戰役示意圖，紅色為佛蘭德叛軍，藍色為法軍。

### 雙方兵力
此時的法蘭西正好爆發鉛錘黨暴動，法蘭西王室趕緊安撫暴動中的巴黎市民，率軍支援佛蘭德伯爵。11月初，法軍在阿拉斯南邊集結10,000人，包含6500名披甲戰士、2000名長槍兵與1500名弩手和弓手，其中1/5的人馬是由勇敢的菲利普提供。隨軍的貴族包含法王查理六世、勃艮第公爵、波旁公爵、貝里公爵，王室統帥克利松、元帥桑塞爾以及其他貴族。法軍在普瓦捷戰役後首次攜帶聖但尼軍旗出戰。另一支較小的軍隊由伯爵路易二世在利勒北邊集結。
菲利普·范阿特费尔德的軍隊有3到4萬人，主要從市民中徵募。他的軍隊正在包圍奧德納爾德，范阿特费尔德留下必要人數繼續圍城，將他的主力軍對配置到利勒西邊。

### 科米訥的戰鬥
11月12日，法軍開始向北移動，在科米訥附近的利斯河畔遭叛軍900人擋下，范阿特费尔德告訴伊珀爾人民法軍將無法跨越利斯河。由於唯一的橋梁被摧毀，奥利维耶·德·克利松帶400名法軍騎士乘船渡河，這些自願者憂慮地度過一晚，在隔日早晨加入戰鬥。橋梁在不久後重建完成，大批法軍跨河攻擊，迅速讓叛軍槍兵逃亡，指揮官受傷但成功逃離。經過這次交戰，幾座佛蘭德城鎮向法軍求和，向法王支付嚴苛的贖金。

## 羅澤貝克戰役

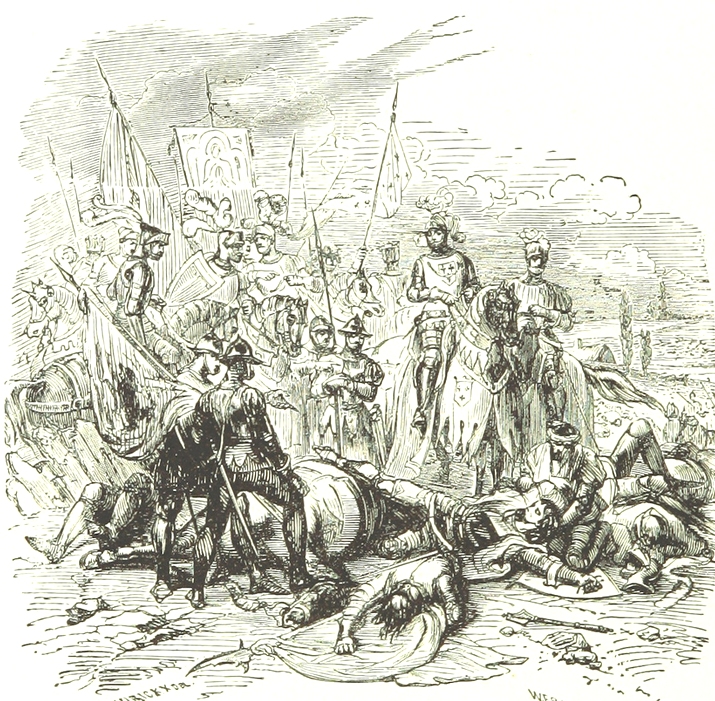
菲利普·范阿特费尔德戰死於羅澤貝克戰役。（1885年）

阿特維爾德在奧斯特尼烏克（今斯塔登）和帕森黛爾（今宗訥貝克）之間的豪德山（Goudberg）上紮營，法軍則在山丘的另一端駐紮。
11月27日早晨，范阿特费尔德計畫利用濃霧攻擊法軍，為了避免法軍騎兵突破陣型，他命令士兵組成密集的方陣。法軍記取金馬刺戰役的教訓，派步兵迎戰叛軍。范阿特费尔德擊退這波攻勢並決定發動反擊。
法軍指揮官奥利维耶·德·克利松派出重騎兵襲擊敵軍脆弱的側面，造成叛軍後方恐慌逃亡。叛軍主力不得不組成圓陣防禦，最後被擊退，范阿特费尔德陣亡。

## 後續影響
佛蘭德伯爵路易二世於兩年後逝世，勇敢的菲利普靠著婚姻關係在1384年1月底成為佛蘭德伯爵，但是由於根特的動盪局勢，使菲利普沒辦法取得經濟利益。叛亂一直持續到1385年12月8日簽訂圖爾奈和約才結束。